# Marc-Alain Ouaknin
Marc-Alain Ouaknin (ur. 5 marca 1957 w Paryżu) – doktor filozofii, rabin, profesor Uniwersytetu Bar-Ilana w Izraelu, dyrektor paryskiego Ośrodka Badań i Studiów Żydowskich (ALEPH).

## Dzieła
- Chasydzi
- Tajemnice kabały
- Najpiękniejsza historia Boga